# Edifumetto
Edifumetto fue el nombre de una de las casas editoriales históricas del pornofumetto italiano fundada a principios de los años setenta por Renzo Barbieri, considerado como uno de los padres del cómic erótico-pornográfico de dicho país.

## Historia

### Contexto
A mediados de los años sesenta se observa en Italia un período de efervescencia creativa y la necesidad de romper los moldes preestablecidos en la sociedad, lo que se tradujo, entre otras cosas, en un cambio en el mundo del cómic de bolsillo. En este período, comienzan a establecerse los fumetti neri —con la aparición de Diabolik, y posteriormente Kriminal y Satanik—, libros de bolsillo estrictamente para adultos, que representaban escenas de violencia cruda y mujeres semidesnudas.
Estas publicaciones evitaban la representación de relaciones sexuales por lo menos hasta la primera mitad de los años setenta, cuando comienzan una gradual «escalada del desnudo» que les llevará, a partir de 1980, a la pornografía propiamente concebida como tal. Tal evolución seguía la tendencia de la progresiva permisividad en cuanto al tema del sexo en la sociedad italiana, y particularmente, a los límites de la obscenidad y el desprecio a la vergüenza que se encontraban en la prensa y en el cine. Imágenes de mujeres con el torso desnudo, que a mediados de los años sesenta se consideraban escandalosas, unos años más tarde no causaban tal revuelo.
En este escenario aparece Renzo Barbieri, un guionista de cómics que trabajó para Editoriale Dardo y Edizioni Alpe, y en 1966 decide abrir una editorial de Milán a la que denomina Editrice 66, empresa que inspirada en los temas cinematográficos y literarios del momento —como Angelica (1964) y James Bond (1962) comienza a desarrollar las tramas de sus dos primeros cómics: Isabella y Goldrake, diseñado por Angiolini Sandro. Tras un par de entregas, se contacta con Giorgio Cavedon con el que fundan ErreGi; así, a estos personajes, se unen otras heroínas tales como Jacula, Lucrezia, Messalina, Hessa, De Sade, Lucifera y Bonnie.

### Fundación
En 1972, como resultado de diferencias entre los socios y la necesidad de reinvertir el capital para hacer frente a la creciente competencia en el mercado erótico, ambos deciden separarse. Tras esto, Cavedon renombra la compañía a Ediperiodici, mientras que Barbieri funda Edidumetto.
Con esta nueva editorial, Barbieri lanza nuevos títulos como Zora, Rolando del Fico, Vampiro, Scheletro, Sukia, Belzeba, Playcolt, Poppea y decenas de otros personajes, parte de cuyo éxito se debe el estilo artístico inconfundible que Alessandro Biffignandi, Emanuele Taglietti, Roberto Molino y Carlo Jacono imprimieron en las portadas.

## Enfoque editorial
Con la nueva empresa en marcha, Barbieri abordó nuevas historias y personajes como Zora para desafiar a Jacula, y PlayColt, clon de Goldrake, entre otros. Con el paso del tiempo, Edifumetto pasó a publicar al menos un cómic al día, ritmo que se duplicaba durante el verano con la adición de suplementos.
Además del simple cómic erótico, Edifumetto incluyó progresivamente contenido más explícito tendente al cómic pornográfico. Entre las publicaciones periódicas más conocidas que tuvo esta casa editorial se pueden mencionar aquellas dedicadas al vampirismo:
- Jacula (1969), inicialmente publicada en ErreGi —posteriormente Ediperiodici— hasta fines de 1982, con un total de 327 ediciones.[8][9]
- Zora, publicada entre 1972 y finales de 1985. El escritor fue Giuseppe Pederiali, el dibujo de Balzano Biraghi —Gianni Pinaglia y Pino Antonelli—, con un total de 288 ediciones y 12 especiales.[10][11]
- Sukia, con ilustraciones de Nicola del Principe que se publicó entre 1977 y finales de 1986, con alrededor de 150 ediciones.[10]
- Yra, ilustrada por Leone Frollo y escrita por Rubino Ventura. Se publicó entre 1980 y 1981.[10]

También se publicaron otros trabajos experimentales en la década de 1970, incluyendo libros inspirados en los cuentos de hadas en clave erótica como Fiabe proibite y Sexy favole, donde aparecieron dibujos de Sandro Angiolini, y que incluyeron Cenerentola, Alice nel Paese delle Meraviglie, La Bella Addormentata, Il Principe e la Lupa, Frigilda e Il bel Primolino.
Entre las muchas publicaciones que realizó Edifumetto también se cuentan producciones eróticas de autor como:
- Biancaneve de Leone Frollo
- Necron de Magnus.
- Las historias Mezzanote di morte —1974, de la serie Il Vampiro—, Dieci cavalieri e un mago —en Sexy Favole en noviembre de 1974—, Vendetta macumba e Il teschio vivente de .

### Otras publicaciones no eróticas
Edifumetto también publicó relatos de ficción no asociados a lo erótico, consideradas como textos «incómodos» —en italiano: scomode—. Entre éstas, se pueden mencionar algunas de Magnus: 
- I briganti, cuyos primeros episodios aparecieron en 1978, y en un volumen al año siguiente.
- La compagnia della forca, saga medieval de veinte episodios publicados entre 1977 y 1979 por Edizioni GEIS al comienzo, y posteriormente por Edifumetto .
- Lo sconosciuto entre marzo de 1975 y enero de 1976.